# Rákóczi-lépcső
A marosvásárhelyi Rákóczi-lépcső a Szentgyörgy utcát (Strada Revoluției) a Vársétánnyal összekötő lépcsősor. A 20. század elején történt városrendezéskor hozták létre egy meredek utca helyén. Hetven lépcsőfokból áll, szintkülönbsége 20 méter.

## Története
A helyszínen levő meredek utca már a 17. században, a marosvásárhelyi vár építésének időszakában is létezett.
Bernády György polgármester 1902-ben, beiktatásának évében az utcák rendezését tűzte ki céljául. A vár nyugati fala mentén húzódó sétányt (jelenlegi neve Avram Iancu) sárga műkövekkel burkoltatta, és II. Rákóczi Ferenc után nevezte el, akit az 1707-es marosvásárhelyi országgyűlésen iktattak be Erdély fejedelmévé. Ezzel egy időben a Szentgyörgy utcából felvezető meredek kaptató helyett lépcsőt építtetett, mely szintén Rákóczi nevét kapta. A lépcsőt Soós Pál építészmester készítette gödemesterházi andezitből.
A lépcsősor a közelmúltig változatlanul maradt fenn. Többször felmerült a kérdés, hogy hogyan lehetne a szürke, jellegtelen lépcsőt érdekesebbé, színesebbé tenni; egy esetben képzőművészeti alkotások elhelyezését javasolták. 2014-ben román népi motívumokkal festették le, ami megosztotta a lakosságot, viszont egy 2014-es online szavazás a világ legszebb lépcsőjének választotta meg. A színezés idővel lekopott, 2021-ben újrafestették a lépcsőt, ezúttal absztrakt mintákkal.